# اندراني موكرجيا
اندراني موكرجيا (بالإنجليزية: Indrani Mukerjea)‏ هي مستشارة سابقة في مجال الموارد البشرية وإعلامية تنفيذية. كانت زوجة بيتر موكرجيا الذي عمل كمسئول تنفيذي بالتلفزيون وهو هندي الجنسية ومتقاعد حاليا. في عام 2007 ، شاركت زوجها السابق في تأسيس INX Media وشغلت منصب الرئيس التنفيذي بها. وفي عام 2009، استقالت من الشركة ثم باعت حصتها فيما بعد. في أغسطس/آب 2015، ألقت قوات شرطة بومباي القبض عليها وتم اتهامها بصفة المتهم الرئيسي في جريمة القتل المزعومة لابنتها شينا بورا .  